# Bosea cypria
Bosea cypria är en amarantväxtart som beskrevs av Pierre Edmond Boissier och Joseph Dalton Hooker. Bosea cypria ingår i släktet Bosea och familjen amarantväxter. Inga underarter finns listade i Catalogue of Life.